# Curling em cadeira de rodas nos Jogos Paralímpicos de Inverno de 2018
O curling em cadeira de rodas nos Jogos Paralímpicos de Inverno de 2018 foi realizado no Centro de Curling Gangneung, localizado na subsede de Gangneung, entre os dias 10 e 17 de março

## Calendário
| Março                       | 10 | 11 | 12 | 13 | 14 | 15 | 16 | 17 | 18 |
| --------------------------- | -- | -- | -- | -- | -- | -- | -- | -- | -- |
| Curling em cadeira de rodas |    |    |    |    |    |    |    | 1  |    |

|  | Dia de competição |  | Dia de final |

## Medalhistas
|  | CHN China                                              |  | NOR Noruega                                                             |  | CAN Canadá                                                         |
|  | Wang Haitao Zhang Qiang Liu Wei Wang Meng Chen Jianxin |  | Rune Lorentsen Jostein Stordahl Ole Fredrik Sissel Løchen Rikke Iversen |  | Mark Ideson Ina Forrest Dennis Thiessen Marie Wright James Anseeuw |

## Equipes
Cada equipe consiste de quatro titulares e um reserva. As equipes são mistas, sendo formadas por homens e mulheres.
| CAN Canadá | CHN China | FIN Finlândia | GER Alemanha |
| --- | --- | --- | --- |
| Capitão: Mark Ideson Terceiro: Ina Forrest Segundo: Dennis Thiessen Primeiro: Marie Wright Reserva: James Anseeuw | Capitão: Wang Haitao Terceiro: Zhang Qiang Segundo: Liu Wei Primeiro: Wang Meng Reserva: Chen Jianxin                            | Capitão: Markku Karjalainen Terceiro: Yrjö Jääskeläinen Segundo: Sari Karjalainen Primeiro: Riitta Sarosalo Reserva: Vesa Leppänen          | Capitão: Christiane Putzich Terceiro: Harry Pavel Segundo: Martin Schlitt Primeiro: Heike Melchior Reserva: Wolf Meissner |
| GBR Grã-Bretanha                                                                                                  | NOR Noruega | NPA Atletas Paralímpicos Neutros | SVK Eslováquia |
| Capitão: Aileen Neilson Terceiro: Hugh Nibloe Segundo: Gregor Ewan Primeiro: Bob McPherson Reserva: Angie Malone  | Capitão: Rune Lorentsen Terceiro: Jostein Stordahl Segundo: Ole Fredrik Primeiro: Sissel Løchen Reserva: Rikke Iversen           | Capitão: Konstantin Kurokhtin Terceiro: Alexander Shevchenko Segundo: Daria Shchukina Primeiro: Marat Romanov Reserva: Andrei Meshcheriakov | Capitão: Radoslav Ďuriš Terceiro: Dušan Pitoňák Segundo: Peter Zaťko Primeiro: Monika Kunkelová Reserva: Imrich Lyócsa    |
| KOR Coreia do Sul                                                                                                 | SWE Suécia | SUI Suíça | USA Estados Unidos |
| Capitão: Seo Soon-seok Terceiro: Jung Seung-won Segundo: Cha Jae-goan Primeiro: Bang Min-ja Reserva: Lee Dong-ha  | Capitão: Viljo Petersson Dahl Terceiro: Ronny Persson Segundo: Mats-Ola Engborg Primeiro: Kristina Ulander Reserva: Zandra Reppe | Capitão: Felix Wagner Terceiro: Claudia Hüttenmoser Segundo: Marcel Bodenmann Primeiro: Beatrix Blauel Reserva: Hans Burgener               | Capitão: Kirk Black Terceiro: Steve Emt Segundo: Justin Marshall Primeiro: Penny Greely Reserva: Meghan Lino              |

## Primeira fase

### Classificação
|  | Equipes classificadas para as semifinais |
|  | Equipes eliminadas na primeira fase      |

| País                             | Capitão              | V | D | PF | PS |
| -------------------------------- | -------------------- | - | - | -- | -- |
| KOR Coreia do Sul                | Seo Soon-seok        | 9 | 2 | 65 | 51 |
| CAN Canadá                       | Mark Ideson          | 9 | 2 | 74 | 45 |
| CHN China                        | Wang Haitao          | 9 | 2 | 85 | 42 |
| NOR Noruega                      | Rune Lorentsen       | 7 | 4 | 55 | 57 |
| NPA Atletas Paralímpicos Neutros | Konstantin Kurokhtin | 5 | 6 | 61 | 63 |
| SUI Suíça                        | Felix Wagner         | 5 | 6 | 56 | 63 |
| GBR Grã-Bretanha                 | Aileen Neilson       | 5 | 6 | 57 | 53 |
| GER Alemanha                     | Christiane Putzich   | 5 | 6 | 57 | 68 |
| SVK Eslováquia                   | Radoslav Ďuriš       | 4 | 7 | 62 | 72 |
| SWE Suécia                       | Viljo Petersson Dahl | 4 | 7 | 47 | 66 |
| FIN Finlândia                    | Sari Karjalainen     | 2 | 9 | 53 | 87 |
| USA Estados Unidos               | Kirk Black           | 2 | 9 | 58 | 63 |

### Resultados
Todas as partidas seguem o horário local (UTC+9).
Primeira rodada
Sábado, 10 de março, 14:35
| Pista A                           | LSFE    | 1 | 2 | 3 | 4 | 5 | 6 | 7 | 8 | Final |
| --------------------------------- | ------- | - | - | - | - | - | - | - | - | ----- |
| NOR Noruega (Rune Lorentsen)      | Martelo | 1 | 0 | 0 | 0 | 0 | 1 | 0 | 0 | 2     |
| GBR Grã-Bretanha (Aileen Neilson) |         | 0 | 1 | 0 | 2 | 0 | 0 | 1 | 1 | 5     |

| Pista B                  | LSFE    | 1 | 2 | 3 | 4 | 5 | 6 | 7 | 8 | Final |
| ------------------------ | ------- | - | - | - | - | - | - | - | - | ----- |
| SUI Suíça (Felix Wagner) |         | 0 | 0 | 0 | 0 | 0 | 1 | X | X | 0     |
| CAN Canadá (Mark Ideson) | Martelo | 2 | 1 | 1 | 1 | 2 | 1 | X | X | 8     |

| Pista C                           | LSFE    | 1 | 2 | 3 | 4 | 5 | 6 | 7 | 8 | Final |
| --------------------------------- | ------- | - | - | - | - | - | - | - | - | ----- |
| USA Estados Unidos (Kirk Black)   | Martelo | 0 | 0 | 0 | 1 | 0 | 0 | 2 | X | 3     |
| KOR Coreia do Sul (Seo Soon-seok) |         | 0 | 1 | 1 | 0 | 4 | 1 | 0 | X | 8     |

| Pista D                                                 | LSFE    | 1 | 2 | 3 | 4 | 5 | 6 | 7 | 8 | Final |
| ------------------------------------------------------- | ------- | - | - | - | - | - | - | - | - | ----- |
| GER Alemanha (Christiane Putzich)                       | Martelo | 0 | 2 | 0 | 1 | 0 | 0 | 3 | 3 | 9     |
| NPA Atletas Paralímpicos Neutros (Konstantin Kurokhtin) |         | 1 | 0 | 1 | 0 | 1 | 1 | 0 | 0 | 4     |

Segunda rodada
Sábado, 10 de março, 19:35
| Pista A                           | LSFE    | 1 | 2 | 3 | 4 | 5 | 6 | 7 | 8 | Final |
| --------------------------------- | ------- | - | - | - | - | - | - | - | - | ----- |
| SWE Suécia (Viljo Petersson Dahl) |         | 0 | 0 | 1 | 0 | 1 | 0 | 2 | X | 4     |
| CHN China (Wang Haitao)           | Martelo | 1 | 3 | 0 | 1 | 0 | 4 | 0 | X | 9     |

| Pista B                                                 | LSFE    | 1 | 2 | 3 | 4 | 5 | 6 | 7 | 8 | 9 | Final |
| ------------------------------------------------------- | ------- | - | - | - | - | - | - | - | - | - | ----- |
| KOR Coreia do Sul (Seo Soon-seok)                       |         | 1 | 0 | 1 | 0 | 2 | 0 | 0 | 1 | 1 | 6     |
| NPA Atletas Paralímpicos Neutros (Konstantin Kurokhtin) | Martelo | 0 | 2 | 0 | 1 | 0 | 1 | 1 | 0 | 0 | 5     |

| Pista C                            | LSFE    | 1 | 2 | 3 | 4 | 5 | 6 | 7 | 8 | Final |
| ---------------------------------- | ------- | - | - | - | - | - | - | - | - | ----- |
| SVK Eslováquia (Radoslav Ďuriš)    | Martelo | 1 | 0 | 0 | 2 | 0 | 3 | 1 | 0 | 7     |
| FIN Finlândia (Markku Karjalainen) |         | 0 | 1 | 1 | 0 | 1 | 0 | 0 | 3 | 6     |

| Pista D                      | LSFE    | 1 | 2 | 3 | 4 | 5 | 6 | 7 | 8 | Final |
| ---------------------------- | ------- | - | - | - | - | - | - | - | - | ----- |
| CAN Canadá (Mark Ideson)     |         | 0 | 2 | 2 | 1 | 1 | 4 | X | X | 10    |
| NOR Noruega (Rune Lorentsen) | Martelo | 1 | 0 | 0 | 0 | 0 | 0 | X | X | 1     |

Terceira rodada
Domingo, 10 de março, 9:35
| Pista B                           | LSFE    | 1 | 2 | 3 | 4 | 5 | 6 | 7 | 8 | Final |
| --------------------------------- | ------- | - | - | - | - | - | - | - | - | ----- |
| USA Estados Unidos (Kirk Black)   | Martelo | 0 | 3 | 0 | 0 | 0 | 0 | 0 | X | 4     |
| GER Alemanha (Christiane Putzich) |         | 0 | 0 | 2 | 2 | 1 | 1 | 0 | X | 6     |

| Pista C                           | LSFE    | 1 | 2 | 3 | 4 | 5 | 6 | 7 | 8 | Final |
| --------------------------------- | ------- | - | - | - | - | - | - | - | - | ----- |
| SUI Suíça (Felix Wagner)          |         | 0 | 0 | 3 | 0 | 1 | 2 | 0 | 1 | 7     |
| GBR Grã-Bretanha (Aileen Neilson) | Martelo | 1 | 1 | 0 | 1 | 0 | 0 | 1 | 0 | 4     |

Quarta rodada
Domingo, 11 de março, 14:35
| Pista A                                                 | LSFE    | 1 | 2 | 3 | 4 | 5 | 6 | 7 | 8 | Final |
| ------------------------------------------------------- | ------- | - | - | - | - | - | - | - | - | ----- |
| NPA Atletas Paralímpicos Neutros (Konstantin Kurokhtin) |         | 3 | 0 | 0 | 0 | 1 | 3 | 5 | X | 12    |
| FIN Finlândia (Markku Karjalainen)                      | Martelo | 0 | 1 | 2 | 2 | 0 | 0 | 0 | X | 5     |

| Pista B                      | LSFE    | 1 | 2 | 3 | 4 | 5 | 6 | 7 | 8 | Final |
| ---------------------------- | ------- | - | - | - | - | - | - | - | - | ----- |
| NOR Noruega (Rune Lorentsen) | Martelo | 0 | 1 | 0 | 0 | 0 | 0 | X | X | 1     |
| CHN China (Wang Haitao)      |         | 2 | 0 | 2 | 2 | 2 | 2 | X | X | 10    |

| Pista C                           | LSFE    | 1 | 2 | 3 | 4 | 5 | 6 | 7 | 8 | Final |
| --------------------------------- | ------- | - | - | - | - | - | - | - | - | ----- |
| CAN Canadá (Mark Ideson)          | Martelo | 0 | 0 | 4 | 1 | 1 | 0 | 0 | 2 | 8     |
| SWE Suécia (Viljo Petersson Dahl) |         | 1 | 3 | 0 | 0 | 0 | 0 | 0 | 0 | 4     |

| Pista D                           | LSFE    | 1 | 2 | 3 | 4 | 5 | 6 | 7 | 8 | Final |
| --------------------------------- | ------- | - | - | - | - | - | - | - | - | ----- |
| SVK Eslováquia (Radoslav Ďuriš)   |         | 2 | 0 | 2 | 0 | 0 | 1 | 0 | 0 | 5     |
| KOR Coreia do Sul (Seo Soon-seok) | Martelo | 0 | 3 | 0 | 1 | 0 | 0 | 1 | 2 | 7     |

Quinta rodada
Domingo, 11 de março, 19:35
| Pista A                         | LSFE    | 1 | 2 | 3 | 4 | 5 | 6 | 7 | 8 | Final |
| ------------------------------- | ------- | - | - | - | - | - | - | - | - | ----- |
| SVK Eslováquia (Radoslav Ďuriš) | Martelo | 0 | 1 | 1 | 1 | 1 | 0 | 1 | 0 | 5     |
| SUI Suíça (Felix Wagner)        |         | 3 | 0 | 0 | 0 | 0 | 1 | 0 | 2 | 6     |

| Pista B                            | LSFE    | 1 | 2 | 3 | 4 | 5 | 6 | 7 | 8 | Final |
| ---------------------------------- | ------- | - | - | - | - | - | - | - | - | ----- |
| GBR Grã-Bretanha (Aileen Neilson)  |         | 2 | 0 | 0 | 1 | 2 | 2 | 2 | X | 9     |
| FIN Finlândia (Markku Karjalainen) | Martelo | 0 | 1 | 1 | 0 | 0 | 0 | 0 | X | 2     |

| Pista C                           | LSFE    | 1 | 2 | 3 | 4 | 5 | 6 | 7 | 8 | Final |
| --------------------------------- | ------- | - | - | - | - | - | - | - | - | ----- |
| CHN China (Wang Haitao)           | Martelo | 2 | 0 | 0 | 0 | 4 | 1 | 0 | X | 7     |
| GER Alemanha (Christiane Putzich) |         | 0 | 0 | 1 | 1 | 0 | 0 | 1 | X | 3     |

| Pista D                           | LSFE    | 1 | 2 | 3 | 4 | 5 | 6 | 7 | 8 | Final |
| --------------------------------- | ------- | - | - | - | - | - | - | - | - | ----- |
| USA Estados Unidos (Kirk Black)   | Martelo | 2 | 2 | 1 | 1 | 0 | 2 | 2 | X | 10    |
| SWE Suécia (Viljo Petersson Dahl) |         | 0 | 0 | 0 | 0 | 2 | 0 | 0 | X | 2     |

Sexta rodada
Segunda-feira, 12 de março, 9:35
| Pista A                           | LSFE    | 1 | 2 | 3 | 4 | 5 | 6 | 7 | 8 | Final |
| --------------------------------- | ------- | - | - | - | - | - | - | - | - | ----- |
| KOR Coreia do Sul (Seo Soon-seok) | Martelo | 3 | 0 | 0 | 1 | 0 | 3 | 0 | X | 7     |
| CAN Canadá (Mark Ideson)          |         | 0 | 0 | 1 | 0 | 2 | 0 | 2 | X | 5     |

| Pista B                           | LSFE    | 1 | 2 | 3 | 4 | 5 | 6 | 7 | 8 | Final |
| --------------------------------- | ------- | - | - | - | - | - | - | - | - | ----- |
| SWE Suécia (Viljo Petersson Dahl) |         | 0 | 1 | 0 | 0 | 2 | 0 | 0 | X | 3     |
| SVK Eslováquia (Radoslav Ďuriš)   | Martelo | 3 | 0 | 2 | 1 | 0 | 1 | 1 | X | 8     |

| Pista C                                                 | LSFE    | 1 | 2 | 3 | 4 | 5 | 6 | 7 | 8 | Final |
| ------------------------------------------------------- | ------- | - | - | - | - | - | - | - | - | ----- |
| NOR Noruega (Rune Lorentsen)                            | Martelo | 1 | 1 | 0 | 1 | 1 | 2 | 0 | X | 6     |
| NPA Atletas Paralímpicos Neutros (Konstantin Kurokhtin) |         | 0 | 0 | 1 | 0 | 0 | 0 | 1 | X | 2     |

| Pista D                            | LSFE    | 1 | 2 | 3 | 4 | 5 | 6 | 7 | 8 | Final |
| ---------------------------------- | ------- | - | - | - | - | - | - | - | - | ----- |
| FIN Finlândia (Markku Karjalainen) | Martelo | 0 | 0 | 1 | 0 | 2 | 0 | 1 | X | 4     |
| CHN China (Wang Haitao)            |         | 1 | 2 | 0 | 2 | 0 | 1 | 0 | X | 6     |

Sétima rodada
Segunda-feira, 12 de março, 14:35
| Pista A                           | LSFE    | 1 | 2 | 3 | 4 | 5 | 6 | 7 | 8 | Final |
| --------------------------------- | ------- | - | - | - | - | - | - | - | - | ----- |
| GER Alemanha (Christiane Putzich) |         | 3 | 0 | 1 | 0 | 2 | 0 | 1 | 0 | 7     |
| SVK Eslováquia (Radoslav Ďuriš)   | Martelo | 0 | 2 | 0 | 2 | 0 | 1 | 0 | 1 | 6     |

| Pista B                  | LSFE    | 1 | 2 | 3 | 4 | 5 | 6 | 7 | 8 | Final |
| ------------------------ | ------- | - | - | - | - | - | - | - | - | ----- |
| CHN China (Wang Haitao)  | Martelo | 1 | 0 | 1 | 0 | 1 | 3 | 2 | X | 8     |
| SUI Suíça (Felix Wagner) |         | 0 | 1 | 0 | 1 | 0 | 0 | 0 | X | 2     |

| Pista C                            | LSFE    | 1 | 2 | 3 | 4 | 5 | 6 | 7 | 8 | Final |
| ---------------------------------- | ------- | - | - | - | - | - | - | - | - | ----- |
| FIN Finlândia (Markku Karjalainen) | Martelo | 0 | 0 | 4 | 0 | 1 | 0 | 1 | 2 | 8     |
| USA Estados Unidos (Kirk Black)    |         | 1 | 1 | 0 | 2 | 0 | 1 | 0 | 0 | 5     |

| Pista D                           | LSFE    | 1 | 2 | 3 | 4 | 5 | 6 | 7 | 8 | Final |
| --------------------------------- | ------- | - | - | - | - | - | - | - | - | ----- |
| SWE Suécia (Viljo Petersson Dahl) |         | 0 | 0 | 0 | 0 | 0 | 0 | 1 | X | 1     |
| GBR Grã-Bretanha (Aileen Neilson) | Martelo | 2 | 1 | 1 | 1 | 1 | 0 | 0 | X | 6     |

Oitava rodada
Segunda-feira, 12 de março, 19:35
| Pista A                      | LSFE    | 1 | 2 | 3 | 4 | 5 | 6 | 7 | 8 | Final |
| ---------------------------- | ------- | - | - | - | - | - | - | - | - | ----- |
| SUI Suíça (Felix Wagner)     |         | 0 | 0 | 1 | 0 | 1 | 0 | 1 | 0 | 3     |
| NOR Noruega (Rune Lorentsen) | Martelo | 1 | 1 | 0 | 2 | 0 | 1 | 0 | 1 | 6     |

| Pista B                                                 | LSFE    | 1 | 2 | 3 | 4 | 5 | 6 | 7 | 8 | Final |
| ------------------------------------------------------- | ------- | - | - | - | - | - | - | - | - | ----- |
| NPA Atletas Paralímpicos Neutros (Konstantin Kurokhtin) |         | 1 | 1 | 1 | 1 | 1 | 0 | 0 | 1 | 6     |
| USA Estados Unidos (Kirk Black)                         | Martelo | 0 | 0 | 0 | 0 | 0 | 3 | 1 | 0 | 4     |

| Pista C                           | LSFE    | 1 | 2 | 3 | 4 | 5 | 6 | 7 | 8 | Final |
| --------------------------------- | ------- | - | - | - | - | - | - | - | - | ----- |
| GBR Grã-Bretanha (Aileen Neilson) |         | 0 | 1 | 1 | 1 | 2 | 0 | 3 | X | 8     |
| CAN Canadá (Mark Ideson)          | Martelo | 0 | 0 | 0 | 0 | 0 | 1 | 0 | X | 1     |

| Pista D                           | LSFE    | 1 | 2 | 3 | 4 | 5 | 6 | 7 | 8 | Final |
| --------------------------------- | ------- | - | - | - | - | - | - | - | - | ----- |
| KOR Coreia do Sul (Seo Soon-seok) |         | 0 | 0 | 0 | 0 | 2 | 0 | 0 | 1 | 3     |
| GER Alemanha (Christiane Putzich) | Martelo | 1 | 0 | 1 | 1 | 0 | 0 | 1 | 0 | 4     |

Nona rodada
Terça-feira, 13 de março, 9:35
| Pista A                            | LSFE    | 1 | 2 | 3 | 4 | 5 | 6 | 7 | 8 | Final |
| ---------------------------------- | ------- | - | - | - | - | - | - | - | - | ----- |
| FIN Finlândia (Markku Karjalainen) |         | 0 | 0 | 1 | 1 | 0 | 1 | 0 | X | 3     |
| KOR Coreia do Sul (Seo Soon-seok)  | Martelo | 4 | 0 | 0 | 0 | 4 | 0 | 3 | X | 11    |

| Pista B                           | LSFE    | 1 | 2 | 3 | 4 | 5 | 6 | 7 | 8 | Final |
| --------------------------------- | ------- | - | - | - | - | - | - | - | - | ----- |
| NOR Noruega (Rune Lorentsen)      |         | 1 | 0 | 1 | 0 | 1 | 0 | 1 | 0 | 4     |
| SWE Suécia (Viljo Petersson Dahl) | Martelo | 0 | 3 | 0 | 1 | 0 | 1 | 0 | 0 | 5     |

| Pista C                                                 | LSFE    | 1 | 2 | 3 | 4 | 5 | 6 | 7 | 8 | Final |
| ------------------------------------------------------- | ------- | - | - | - | - | - | - | - | - | ----- |
| NPA Atletas Paralímpicos Neutros (Konstantin Kurokhtin) |         | 1 | 1 | 0 | 2 | 3 | 0 | 0 | X | 7     |
| SVK Eslováquia (Radoslav Ďuriš)                         | Martelo | 0 | 0 | 2 | 0 | 0 | 2 | 1 | X | 5     |

| Pista D                  | LSFE    | 1 | 2 | 3 | 4 | 5 | 6 | 7 | 8 | Final |
| ------------------------ | ------- | - | - | - | - | - | - | - | - | ----- |
| CHN China (Wang Haitao)  | Martelo | 1 | 1 | 0 | 3 | 0 | 0 | 0 | X | 5     |
| CAN Canadá (Mark Ideson) |         | 0 | 0 | 1 | 0 | 2 | 4 | 1 | X | 8     |

Décima rodada
Terça-feira, 13 de março, 14:35
| Pista A                         | LSFE    | 1 | 2 | 3 | 4 | 5 | 6 | 7 | 8 | Final |
| ------------------------------- | ------- | - | - | - | - | - | - | - | - | ----- |
| USA Estados Unidos (Kirk Black) |         | 0 | 1 | 1 | 0 | 1 | 0 | 1 | 0 | 4     |
| CHN China (Wang Haitao)         | Martelo | 1 | 0 | 0 | 1 | 0 | 2 | 0 | 2 | 6     |

| Pista B                           | LSFE    | 1 | 2 | 3 | 4 | 5 | 6 | 7 | 8 | Final |
| --------------------------------- | ------- | - | - | - | - | - | - | - | - | ----- |
| GBR Grã-Bretanha (Aileen Neilson) | Martelo | 0 | 1 | 0 | 1 | 0 | 1 | 1 | 1 | 5     |
| SVK Eslováquia (Radoslav Ďuriš)   |         | 1 | 0 | 3 | 0 | 2 | 0 | 0 | 0 | 6     |

| Pista C                           | LSFE    | 1 | 2 | 3 | 4 | 5 | 6 | 7 | 8 | Final |
| --------------------------------- | ------- | - | - | - | - | - | - | - | - | ----- |
| SWE Suécia (Viljo Petersson Dahl) | Martelo | 1 | 3 | 2 | 2 | 0 | 0 | 1 | 0 | 9     |
| GER Alemanha (Christiane Putzich) |         | 0 | 0 | 0 | 0 | 3 | 1 | 1 | 0 | 5     |

| Pista D                            | LSFE    | 1 | 2 | 3 | 4 | 5 | 6 | 7 | 8 | Final |
| ---------------------------------- | ------- | - | - | - | - | - | - | - | - | ----- |
| FIN Finlândia (Markku Karjalainen) |         | 0 | 0 | 3 | 0 | 1 | 2 | 1 | 0 | 7     |
| SUI Suíça (Felix Wagner)           | Martelo | 3 | 2 | 0 | 3 | 0 | 0 | 0 | 2 | 10    |

Décima-primeira rodada
Terça-feira, 13 de março, 19:35
| Pista A                                                 | LSFE    | 1 | 2 | 3 | 4 | 5 | 6 | 7 | 8 | Final |
| ------------------------------------------------------- | ------- | - | - | - | - | - | - | - | - | ----- |
| NPA Atletas Paralímpicos Neutros (Konstantin Kurokhtin) |         | 1 | 1 | 0 | 1 | 2 | 2 | 1 | X | 8     |
| GBR Grã-Bretanha (Aileen Neilson)                       | Martelo | 0 | 0 | 2 | 0 | 0 | 0 | 0 | X | 2     |

| Pista B                         | LSFE    | 1 | 2 | 3 | 4 | 5 | 6 | 7 | 8 | 9 | Final |
| ------------------------------- | ------- | - | - | - | - | - | - | - | - | - | ----- |
| CAN Canadá (Mark Ideson)        | Martelo | 0 | 0 | 1 | 1 | 1 | 1 | 0 | 1 | 1 | 6     |
| USA Estados Unidos (Kirk Black) |         | 2 | 1 | 0 | 0 | 0 | 0 | 2 | 0 | 0 | 5     |

| Pista C                           | LSFE    | 1 | 2 | 3 | 4 | 5 | 6 | 7 | 8 | Final |
| --------------------------------- | ------- | - | - | - | - | - | - | - | - | ----- |
| SUI Suíça (Felix Wagner)          |         | 0 | 1 | 0 | 1 | 1 | 0 | 1 | 1 | 5     |
| KOR Coreia do Sul (Seo Soon-seok) | Martelo | 2 | 0 | 1 | 0 | 0 | 3 | 0 | 0 | 6     |

| Pista D                           | LSFE    | 1 | 2 | 3 | 4 | 5 | 6 | 7 | 8 | Final |
| --------------------------------- | ------- | - | - | - | - | - | - | - | - | ----- |
| GER Alemanha (Christiane Putzich) |         | 2 | 0 | 2 | 2 | 0 | 0 | 0 | 0 | 6     |
| NOR Noruega (Rune Lorentsen)      | Martelo | 0 | 2 | 0 | 0 | 2 | 1 | 1 | 2 | 8     |

Décima-segunda rodada
Quarta-feira, 14 de março, 9:35
| Pista A                            | LSFE    | 1 | 2 | 3 | 4 | 5 | 6 | 7 | 8 | Final |
| ---------------------------------- | ------- | - | - | - | - | - | - | - | - | ----- |
| FIN Finlândia (Markku Karjalainen) | Martelo | 2 | 0 | 1 | 2 | 0 | 0 | 1 | 0 | 6     |
| SWE Suécia (Viljo Petersson Dahl)  |         | 0 | 1 | 0 | 0 | 2 | 1 | 0 | 1 | 5     |

| Pista B                           | LSFE    | 1 | 2 | 3 | 4 | 5 | 6 | 7 | 8 | Final |
| --------------------------------- | ------- | - | - | - | - | - | - | - | - | ----- |
| GER Alemanha (Christiane Putzich) | Martelo | 1 | 0 | 1 | 0 | 1 | 0 | 0 | X | 3     |
| GBR Grã-Bretanha (Aileen Neilson) |         | 0 | 1 | 0 | 2 | 0 | 3 | 2 | X | 8     |

| Pista C                         | LSFE    | 1 | 2 | 3 | 4 | 5 | 6 | 7 | 8 | Final |
| ------------------------------- | ------- | - | - | - | - | - | - | - | - | ----- |
| SVK Eslováquia (Radoslav Ďuriš) | Martelo | 0 | 1 | 0 | 0 | 1 | 0 | 0 | X | 2     |
| CHN China (Wang Haitao)         |         | 2 | 0 | 2 | 1 | 0 | 1 | 3 | X | 9     |

| Pista D                         | LSFE    | 1 | 2 | 3 | 4 | 5 | 6 | 7 | 8 | Final |
| ------------------------------- | ------- | - | - | - | - | - | - | - | - | ----- |
| SUI Suíça (Felix Wagner)        |         | 0 | 2 | 1 | 0 | 1 | 0 | 1 | 2 | 7     |
| USA Estados Unidos (Kirk Black) | Martelo | 1 | 0 | 0 | 1 | 0 | 2 | 0 | 0 | 4     |

Décima-terceira rodada
Quarta-feira, 14 de março, 14:35
| Pista A                           | LSFE    | 1 | 2 | 3 | 4 | 5 | 6 | 7 | 8 | Final |
| --------------------------------- | ------- | - | - | - | - | - | - | - | - | ----- |
| GBR Grã-Bretanha (Aileen Neilson) | Martelo | 0 | 1 | 0 | 0 | 1 | 0 | 1 | X | 3     |
| USA Estados Unidos (Kirk Black)   |         | 1 | 0 | 3 | 2 | 0 | 3 | 0 | X | 9     |

| Pista B                           | LSFE    | 1 | 2 | 3 | 4 | 5 | 6 | 7 | 8 | Final |
| --------------------------------- | ------- | - | - | - | - | - | - | - | - | ----- |
| KOR Coreia do Sul (Seo Soon-seok) |         | 0 | 2 | 0 | 0 | 0 | 0 | X | X | 2     |
| NOR Noruega (Rune Lorentsen)      | Martelo | 2 | 0 | 0 | 2 | 1 | 4 | X | X | 9     |

| Pista C                           | LSFE    | 1 | 2 | 3 | 4 | 5 | 6 | 7 | 8 | Final |
| --------------------------------- | ------- | - | - | - | - | - | - | - | - | ----- |
| GER Alemanha (Christiane Putzich) | Martelo | 0 | 1 | 0 | 0 | 3 | 0 | X | X | 4     |
| SUI Suíça (Felix Wagner)          |         | 1 | 0 | 4 | 2 | 0 | 2 | X | X | 9     |

| Pista D                                                 | LSFE    | 1 | 2 | 3 | 4 | 5 | 6 | 7 | 8 | Final |
| ------------------------------------------------------- | ------- | - | - | - | - | - | - | - | - | ----- |
| CAN Canadá (Mark Ideson)                                |         | 0 | 0 | 1 | 0 | 1 | 1 | 0 | 2 | 5     |
| NPA Atletas Paralímpicos Neutros (Konstantin Kurokhtin) | Martelo | 1 | 0 | 0 | 1 | 0 | 0 | 2 | 0 | 4     |

Décima-quarta rodada
Quarta-feira, 14 de março, 19:35
| Pista A                                                 | LSFE    | 1 | 2 | 3 | 4 | 5 | 6 | 7 | 8 | Final |
| ------------------------------------------------------- | ------- | - | - | - | - | - | - | - | - | ----- |
| CHN China (Wang Haitao)                                 | Martelo | 3 | 0 | 0 | 3 | 0 | 3 | 1 | X | 10    |
| NPA Atletas Paralímpicos Neutros (Konstantin Kurokhtin) |         | 0 | 1 | 2 | 0 | 1 | 0 | 0 | X | 4     |

| Pista B                         | LSFE    | 1 | 2 | 3 | 4 | 5 | 6 | 7 | 8 | Final |
| ------------------------------- | ------- | - | - | - | - | - | - | - | - | ----- |
| SVK Eslováquia (Radoslav Ďuriš) |         | 0 | 0 | 0 | 0 | 3 | 1 | 1 | 0 | 5     |
| CAN Canadá (Mark Ideson)        | Martelo | 2 | 3 | 1 | 1 | 0 | 0 | 0 | 2 | 9     |

| Pista C                           | LSFE    | 1 | 2 | 3 | 4 | 5 | 6 | 7 | 8 | Final |
| --------------------------------- | ------- | - | - | - | - | - | - | - | - | ----- |
| KOR Coreia do Sul (Seo Soon-seok) |         | 1 | 1 | 0 | 1 | 0 | 0 | 1 | X | 4     |
| SWE Suécia (Viljo Petersson Dahl) | Martelo | 0 | 0 | 1 | 0 | 1 | 0 | 0 | X | 2     |

| Pista D                            | LSFE    | 1 | 2 | 3 | 4 | 5 | 6 | 7 | 8 | Final |
| ---------------------------------- | ------- | - | - | - | - | - | - | - | - | ----- |
| NOR Noruega (Rune Lorentsen)       | Martelo | 2 | 2 | 0 | 1 | 0 | 1 | 0 | X | 6     |
| FIN Finlândia (Markku Karjalainen) |         | 0 | 0 | 1 | 0 | 1 | 0 | 2 | X | 4     |

Décima-quinta rodada
Quinta-feira, 15 de março, 9:35
| Pista A                           | LSFE    | 1 | 2 | 3 | 4 | 5 | 6 | 7 | 8 | Final |
| --------------------------------- | ------- | - | - | - | - | - | - | - | - | ----- |
| CAN Canadá (Mark Ideson)          | Martelo | 0 | 0 | 3 | 1 | 0 | 1 | 1 | X | 6     |
| GER Alemanha (Christiane Putzich) |         | 1 | 0 | 0 | 0 | 1 | 0 | 0 | X | 2     |

| Pista B                                                 | LSFE    | 1 | 2 | 3 | 4 | 5 | 6 | 7 | 8 | Final |
| ------------------------------------------------------- | ------- | - | - | - | - | - | - | - | - | ----- |
| SUI Suíça (Felix Wagner)                                |         | 0 | 0 | 1 | 2 | 0 | 0 | 1 | 0 | 4     |
| NPA Atletas Paralímpicos Neutros (Konstantin Kurokhtin) | Martelo | 2 | 1 | 0 | 0 | 1 | 1 | 0 | 1 | 6     |

| Pista C                         | LSFE    | 1 | 2 | 3 | 4 | 5 | 6 | 7 | 8 | Final |
| ------------------------------- | ------- | - | - | - | - | - | - | - | - | ----- |
| USA Estados Unidos (Kirk Black) | Martelo | 0 | 1 | 1 | 0 | 0 | 2 | 0 | 0 | 4     |
| NOR Noruega (Rune Lorentsen)    |         | 1 | 0 | 0 | 2 | 1 | 0 | 0 | 1 | 5     |

| Pista D                           | LSFE    | 1 | 2 | 3 | 4 | 5 | 6 | 7 | 8 | Final |
| --------------------------------- | ------- | - | - | - | - | - | - | - | - | ----- |
| GBR Grã-Bretanha (Aileen Neilson) |         | 1 | 0 | 0 | 2 | 1 | 0 | 0 | 0 | 4     |
| KOR Coreia do Sul (Seo Soon-seok) | Martelo | 0 | 2 | 0 | 0 | 0 | 1 | 1 | 1 | 5     |

Décima-sexta rodada
Quinta-feira, 15 de março, 14:35
| Pista A                         | LSFE    | 1 | 2 | 3 | 4 | 5 | 6 | 7 | 8 | 9 | Final |
| ------------------------------- | ------- | - | - | - | - | - | - | - | - | - | ----- |
| NOR Noruega (Rune Lorentsen)    | Martelo | 1 | 0 | 1 | 0 | 1 | 0 | 1 | 2 | 1 | 7     |
| SVK Eslováquia (Radoslav Ďuriš) |         | 0 | 2 | 0 | 3 | 0 | 1 | 0 | 0 | 0 | 6     |

| Pista B                           | LSFE    | 1 | 2 | 3 | 4 | 5 | 6 | 7 | 8 | Final |
| --------------------------------- | ------- | - | - | - | - | - | - | - | - | ----- |
| CHN China (Wang Haitao)           |         | 0 | 1 | 0 | 4 | 0 | 0 | 1 | 0 | 6     |
| KOR Coreia do Sul (Seo Soon-seok) | Martelo | 2 | 0 | 1 | 0 | 1 | 2 | 0 | 1 | 7     |

| Pista C                            | LSFE    | 1 | 2 | 3 | 4 | 5 | 6 | 7 | 8 | Final |
| ---------------------------------- | ------- | - | - | - | - | - | - | - | - | ----- |
| CAN Canadá (Mark Ideson)           | Martelo | 0 | 0 | 1 | 1 | 1 | 0 | 3 | 2 | 8     |
| FIN Finlândia (Markku Karjalainen) |         | 2 | 1 | 0 | 0 | 0 | 1 | 0 | 0 | 4     |

| Pista D                                                 | LSFE    | 1 | 2 | 3 | 4 | 5 | 6 | 7 | 8 | Final |
| ------------------------------------------------------- | ------- | - | - | - | - | - | - | - | - | ----- |
| NPA Atletas Paralímpicos Neutros (Konstantin Kurokhtin) | Martelo | 1 | 0 | 0 | 0 | 0 | 1 | 1 | X | 3     |
| SWE Suécia (Viljo Petersson Dahl)                       |         | 0 | 0 | 2 | 3 | 2 | 0 | 0 | X | 7     |

Décima-sétima rodada
Quinta-feira, 15 de março, 19:35
| Pista A                           | LSFE    | 1 | 2 | 3 | 4 | 5 | 6 | 7 | 8 | Final |
| --------------------------------- | ------- | - | - | - | - | - | - | - | - | ----- |
| SWE Suécia (Viljo Petersson Dahl) | Martelo | 0 | 1 | 0 | 0 | 0 | 1 | 0 | 3 | 5     |
| SUI Suíça (Felix Wagner)          |         | 0 | 0 | 1 | 0 | 1 | 0 | 1 | 0 | 3     |

| Pista B                            | LSFE    | 1 | 2 | 3 | 4 | 5 | 6 | 7 | 8 | Final |
| ---------------------------------- | ------- | - | - | - | - | - | - | - | - | ----- |
| FIN Finlândia (Markku Karjalainen) | Martelo | 2 | 0 | 0 | 0 | 2 | 0 | 0 | X | 4     |
| GER Alemanha (Christiane Putzich)  |         | 0 | 1 | 1 | 1 | 0 | 3 | 2 | X | 8     |

| Pista C                           | LSFE    | 1 | 2 | 3 | 4 | 5 | 6 | 7 | 8 | Final |
| --------------------------------- | ------- | - | - | - | - | - | - | - | - | ----- |
| CHN China (Wang Haitao)           |         | 0 | 2 | 0 | 2 | 0 | 5 | X | X | 9     |
| GBR Grã-Bretanha (Aileen Neilson) | Martelo | 1 | 0 | 0 | 0 | 2 | 0 | X | X | 3     |

| Pista D                         | LSFE    | 1 | 2 | 3 | 4 | 5 | 6 | 7 | 8 | Final |
| ------------------------------- | ------- | - | - | - | - | - | - | - | - | ----- |
| USA Estados Unidos (Kirk Black) | Martelo | 1 | 0 | 2 | 0 | 1 | 0 | 2 | 0 | 6     |
| SVK Eslováquia (Radoslav Ďuriš) |         | 0 | 1 | 0 | 3 | 0 | 1 | 0 | 2 | 7     |

## Fase final
|  | Semifinais | Semifinais        | Semifinais |  |  | Final               | Final               | Final               |
|  |            |                   |            |  |  |                     |                     |                     |
|  | 1          | KOR Coreia do Sul | 6          |  |  |                     |                     |                     |
|  | 4          | NOR Noruega       | 8          |  |  |                     |                     |                     |
|  |            |                   |            |  |  | 4                   | NOR Noruega         | 5                   |
|  |            |                   |            |  |  | 3                   | CHN China           | 6                   |
|  | 2          | CAN Canadá        | 3          |  |  |                     |                     |                     |
|  | 3          | CHN China         | 4          |  |  | Disputa pelo bronze | Disputa pelo bronze | Disputa pelo bronze |
|  |            |                   |            |  |  | 1                   | KOR Coreia do Sul   | 3                   |
|  |            |                   |            |  |  | 2                   | CAN Canadá          | 5                   |

### Semifinais
Sexta-feira, 16 de março, 15:35
| Pista A                  | LSFE    | 1 | 2 | 3 | 4 | 5 | 6 | 7 | 8 | Final |
| ------------------------ | ------- | - | - | - | - | - | - | - | - | ----- |
| CHN China (Wang Haitao)  | Martelo | 0 | 1 | 0 | 2 | 0 | 0 | 0 | 1 | 4     |
| CAN Canadá (Mark Ideson) |         | 0 | 0 | 1 | 0 | 2 | 0 | 0 | 0 | 3     |

| Pista C                           | LSFE    | 1 | 2 | 3 | 4 | 5 | 6 | 7 | 8 | 9 | Final |
| --------------------------------- | ------- | - | - | - | - | - | - | - | - | - | ----- |
| KOR Coreia do Sul (Seo Soon-seok) | Martelo | 0 | 2 | 0 | 2 | 0 | 0 | 0 | 2 | 0 | 6     |
| NOR Noruega (Rune Lorentsen)      |         | 1 | 0 | 3 | 0 | 0 | 0 | 2 | 0 | 2 | 8     |

### Disputa do terceiro lugar
Sábado, 17 de março, 9:35
| Pista B                           | LSFE    | 1 | 2 | 3 | 4 | 5 | 6 | 7 | 8 | Final |
| --------------------------------- | ------- | - | - | - | - | - | - | - | - | ----- |
| KOR Coreia do Sul (Seo Soon-seok) | Martelo | 0 | 0 | 1 | 0 | 1 | 0 | 1 | X | 3     |
| CAN Canadá (Mark Ideson)          |         | 2 | 0 | 0 | 2 | 0 | 1 | 0 | X | 5     |

### Final
Sábado, 17 de março, 14:35
| Pista B                      | LSFE    | 1 | 2 | 3 | 4 | 5 | 6 | 7 | 8 | 9 | Final |
| ---------------------------- | ------- | - | - | - | - | - | - | - | - | - | ----- |
| CHN China (Wang Haitao)      | Martelo | 2 | 0 | 0 | 1 | 0 | 0 | 2 | 0 | 1 | 6     |
| NOR Noruega (Rune Lorentsen) |         | 0 | 1 | 2 | 0 | 0 | 1 | 0 | 1 | 0 | 5     |